# Chloronaftaleny

Struktura 2,3,6,7-tetrachloronaftalenu

Chloronaftaleny, polichlorowane naftaleny (PCN z ang. polychlorinated naphthalene) – organiczne związki chemiczne będące pochodnymi naftalenu, którego atom lub atomy wodoru zostały zastąpione atomami chloru. Zatem chloronaftaleny należą do chlorowanych związków aromatycznych.
Rozróżnia się:
- monochloronaftaleny (dwa izomery: 1-chloronaftalen i 2-chloronaftalen)
- dwuchloronaftaleny (DCN)
- tetrachloronaftaleny (TCN), np. izomery:
  - 2,3,6,7-tetrachloronaftalen (2,3,6,7-TCN)
  - 1,2,3,4-tetrachloronaftalen (1,2,3,4-TCN)
  - 1,4,5,8-tetrachloronaftalen (1,4,5,8-TCN)
- oktachloronaftalen (OCN).

Ogólny wzór sumaryczny chloronaftalenów:
C10H8−nCln, gdzie n wynosi od 1 do 8.